# Fruhstorferia vernicata
Fruhstorferia vernicata är en skalbaggs som beskrevs av Eugène Benderitter 1929. 
Fruhstorferia vernicata ingår i släktet Fruhstorferia och familjen Rutelidae. Inga underartarter finns listade i Catalogue of Life.